# Brachyodynerus quadrimaculatus
Brachyodynerus quadrimaculatus är en stekelart som först beskrevs av André 1884.  Brachyodynerus quadrimaculatus ingår i släktet Brachyodynerus och familjen Eumenidae. Inga underarter finns listade.